# Sövestads distrikt
Sövestads distrikt är ett distrikt i Ystads kommun och Skåne län. 
Distriktet ligger nordväst om Ystad. 

## Tidigare administrativ tillhörighet
Distriktet inrättades 2016 och utgörs av socknen Sövestad i Ystads kommun.
Området motsvarar den omfattning Sövestads församling hade 1999/2000.